# 石崎輝明
石崎輝明（11月17日—），是一位日本男性播報員，目前於北海道放送（HBC）服務。

## 來歷
- 東京都出身，畢業於法政大學。1992年進入北海道放送。

## 人物
- 興趣是製作咖哩、造訪八重山群島、騎自行車及滑雪[1]。

## 主持節目

### 現在主持節目
電視節目
- 週四☆App（もくよう☆アプリ）

廣播節目
- 街道之旅（あの街ツアーズ!!）

## 外部連結
- 石崎輝明 （页面存档备份，存于） - HBC介紹 （日語）
- 輝明の小屋 （页面存档备份，存于） - HBC日記 （日語）